# Etter

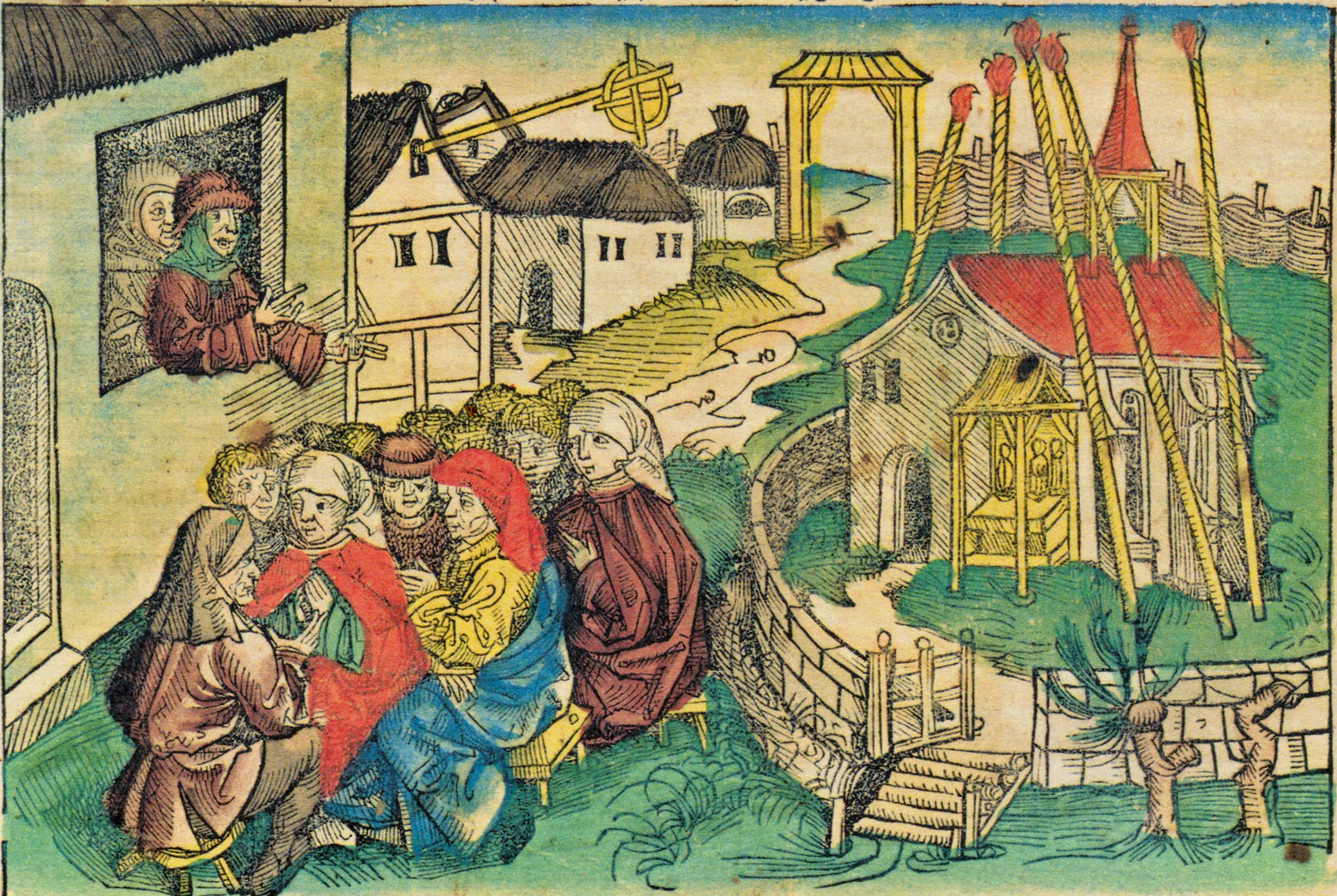
Der Pauker von Niklashausen, im Hintergrund ein Etterzaun mit Tor aus der Schedelschen Chronik

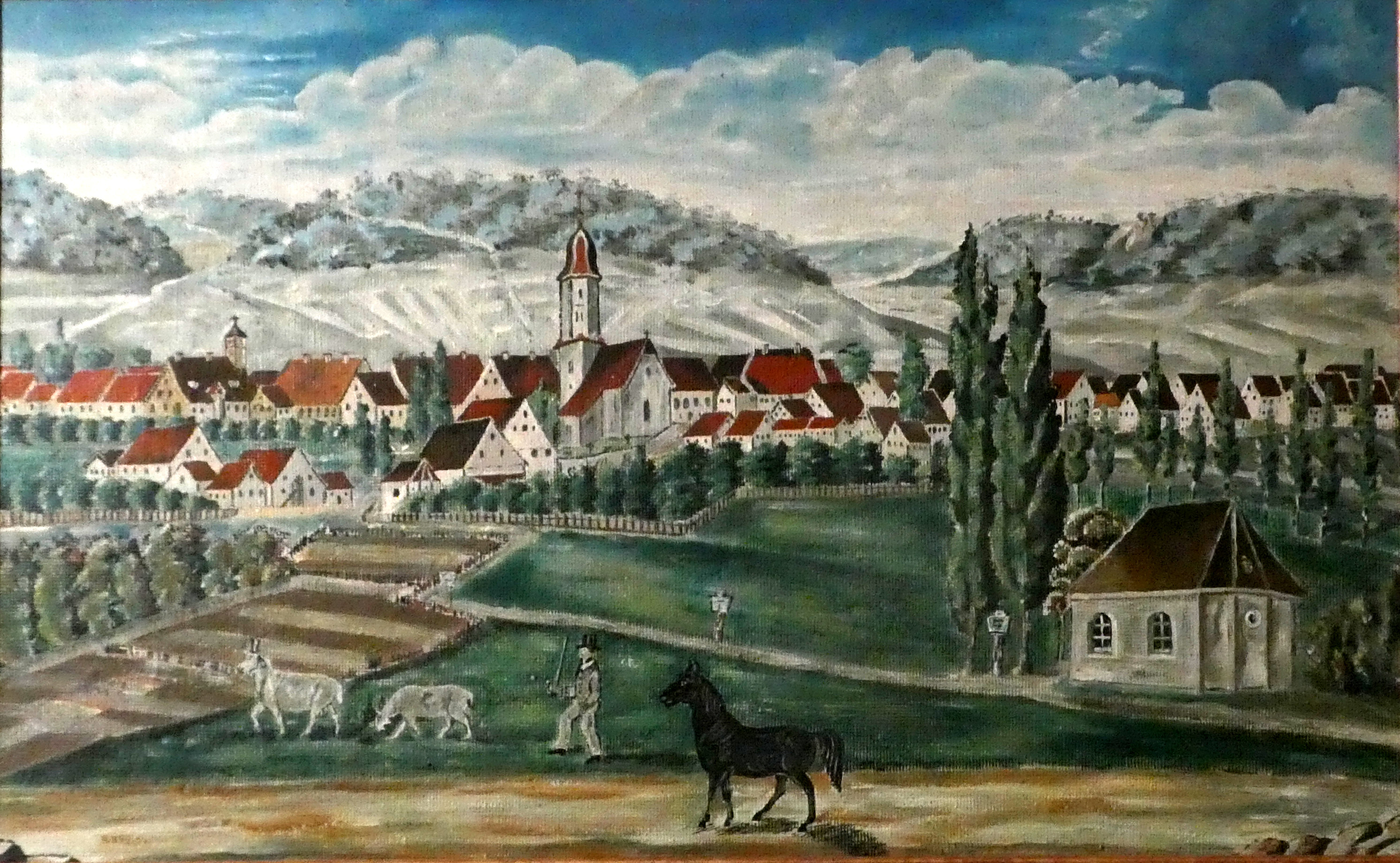
Oberkochen mit Etterzaun (1847)

Der (auch „das“) Etter, auch Ortsetter, bezeichnet im süddeutschen Raum und in der deutschsprachigen Schweiz die Begrenzung eines Ortes gegenüber seiner Umgebung, insbesondere die Umzäunung, die ein Dorf von den umliegenden Feldern abgrenzt, und die innerhalb dieser Begrenzung gelegenen, zum Dorf gehörenden Flächen. Früher stand Etter für die Einfriedung eines Dorfes, Anwesens, herrschaftlichen Gehöftes oder Brunnens durch einen Etterzaun. Außer Etters nannte man die Felder, Wiesen und Wälder außerhalb des Ortes.

## Begriff
Neben dem süddeutschen Raum ist der Begriff auch in der deutschsprachigen Schweiz gebräuchlich, auch als Bezeichnung einer Landwehr. Im Elsass ist der Begriff Etter ebenfalls belegt und wird im Wörterbuch des Ober-Elsass mit sechs Belegstellen genannt. Etter und Ortsetter sind im Duden geführt. Die Begriffe, insbesondere der des Ortsetters, werden heute im Wesentlichen im Baurecht und im kommunalen Bereich, vor allem in der Bauleitplanung, verwendet.
Etter bezog sich früher auf eine spezielle Bauart eines Zaunes aus Stecken (Stöcken) und Ettergerten. Neben dem Hag (einer Hecke bzw. einem Lebendzaun aus Gehölzen) war dieser Flechtzaun eine günstige Möglichkeit der Einfriedung. In der Vergangenheit wurde ein dichter Flechtzaun auch Etterzaun genannt. „Klöster, Städte, Dörfer hatten einen Etter der die Häuser umfriedigte.“ Gemäß DWB kommt das uralte Wort Etter in einigen Sprachen vor, wie beispielsweise finnisch aita, estnisch aid und aed, lappisch aidde sowie irisch ithir.  Ettern, bzw. etteren, ist in diesem Zusammenhang die Tätigkeit der Herstellung eines Etterzaunes. Die Sprachwurzel Ett hat „den Begriff: Umfängig, beschliessend, gekrümmt, geflochten, gezäunt, zusammengefügt, geselle, gepaart, mit einander verbunden, bestrickt, zusammengethan, gegürtet, umschlungen“, wobei „Etter, Ether, Eder, Ider, Jtter“ gleichbedeutend seien. Für den Begriff „Eden“ im „Herzogthume Neuburg oder der jungen Pfalz“ wird ebenda für Körbe (Zeinen) der hölzerne Bogen, der die Körbe obenauf beschließt, einfasst, berandet, zusammenhält angegeben. Für die früher gängige, im Großherzogtum Baden Mitte des 19. Jahrhunderts wegen der erhöhten Brandgefahr verbotene Bauweise von Schornsteinen, die aus Flechtwerk und Lehmbewurf bestand, ist der Begriff Etterkamin, besonders in der Schweiz, belegt.  Das Idiotikon der Schweiz gibt für Etter, auch Nätter, zum einen ein Geflecht von Gerten oben an einem Zaun an, zum anderen von Tannenzweigen, welche zur Befestigung der Zaunlatten in Form von Ringen oder Kränzen um die Pfähle geschlungen oder um die Zaunstecken geflochten werden. Weiterhin bezieht sich der Begriff auf den geflochtene Zaun selbst sowie auf Gemeindebezirk, Dorfmark, -bann, d. h. nicht nur auf den Zaun selbst, sondern auf das innerhalb desselben liegende, von demselben umschlossene oder eingefasste, angebaute Gebiet. Etter hieß auch ein mit Kreuzen (Etterkreuz) bezeichneter Bezirk um die Stadt Basel.

## Geschichte
Im Gegensatz zu reicheren Städten, Klöstern, Gutshöfen, die oft mit Stadtmauern bzw. Mauern umfriedet waren, waren weniger betuchte Gebiete, wie Dörfer und Gehöfte, sowie weitläufige Bezirke zumeist von Hecken oder Holzzäunen umgeben. In der Dreifelderwirtschaft waren auch die drei Flurteile Sommerfeld, Winterfeld und Brache jeweils mit einem Zaun oder einer Hecke – siehe Hag – umgeben, da sie in den Zeiten mit Fruchtbestand vom Weidevieh geschützt werden mussten. Im Etter waren auch ein oder mehrere Tore erforderlich.
Der Verlauf des Etters und seine Tore hatten auch juristische Bedeutung. Er bildete im Mittelalter und der frühen Neuzeit oft die politische Grenze zwischen dem rechtlichen Zuständigkeitsbereich einer geschlossenen Hofmark (Hofmark innerhalb Etters, Gerichtsbarkeit inner der Etter) und dem Zuständigkeitsbereich des Landgerichts des Landesherrn. Hier wurden etwa Straftäter von Hofmarksamtmännern an Landgerichts-Amtmänner übergeben.
Im Zusammenhang mit der Etter wird auch oft der Begriff Falltor erwähnt. So steht bei J. A. Schmeller: „Das Falltor, das, der Falter, Zaunthor über Fahrwege, das von selbst zufällt, besonders ein solches wodurch der eingezäunte Bezirk um ein Dorf von dem freyen Felde außerhalb desselben wegen des Weideviehes abgeschlossen werden kann. Bey Dörfern, die eine geschlossene Hofmark bildeten, durften ehemals die Beamten des Landesfürsten oft nur bis an das Falter kommen, um einen Criminalverbrecher, wie ihn der Hofmarksrichter dahin lieferte, …, in Empfang zu nehmen …“
In zahlreichen Orten wurde auch der Etterzehnt für Erträge aus Gärten und Feldern, die innerhalb des Etters lagen, fällig.

## Heutige Verwendung
Die Begriffe Etter und Ortsetter werden praktisch nicht mehr im Sinne eines Zaunes oder einer Umfriedung verwendet, da einfache Flechtzäune seit langem nicht mehr gebräuchlich sind. Die Verwendung bezieht sich in der Regel auf ein Gebiet, meist ein geschlossenes Siedlungsgebiet.
Der Ortsetter ist ein Begriff zur Abgrenzung des im Zusammenhang bebauten Ortsbereiches (Innenbereich) vom Außenbereich, für den i. d. R. strengere Vorschriften gelten: Die „Schutzverordnung nimmt den ‚Ortsetter’, also den im Zusammenhang bebauten Ortsteil, von Neusatz vom Geltungsbereich aus.“
Ein stehender Rechtsbegriff für Satzungen und Verordnungen: „Ortsetter und die bebauten ortsnahen Lagen“.
Besonders beliebt ist der Begriff im Titel von Bebauungsplänen „Im Ortsetter“, „Am Ortsetter“, „Ortsetter“ (Wiesloch, Rheinfelden, Erlenbach, Heiligenberg, Müllheim) und gelegentlich als Adresse: „Außerhalb Ortsetter“, Iffezheim, „Im Ortsetter“, Rheinfelden.
Aufschlüsselung von Bodenrichtwerten und Baulandpreisen (Oftersheim, Eigeltingen).